# Grand Prix-wegrace der Naties 1949
De Grand Prix-wegrace der Naties 1949 was zesde en laatste race van wereldkampioenschap wegrace voor motorfietsen in het seizoen 1949. De races werden verreden op 4 september 1949 op het Autodromo Nazionale di Monza nabij Monza in de Italiaanse regio Lombardije.

## 500cc-klasse
Na de overwinning van Nello Pagani in de 500cc-race en het uitvallen van Les Graham dacht men bij Gilera dat de wereldtitel binnen was. In totaal had Pagani nu 40 punten gescoord, waarvan er 11 moesten worden afgetrokken (de streepresultaten). Graham had slechts 31 punten gescoord, maar daar hoefde er maar 1 van afgetrokken te worden. Zo kwam Pagani op 29 punten en Graham op 30. De rekenfout van Gilera zat in de extra punten voor het rijden van de snelste ronde. Volgens hen (die het reglement niet goed hadden vertaald) waren die snelle ronden gereden door Bob Foster (TT van Man), Ted Frend (GP van Zwitserland), Nello Pagani (TT van Assen en GP de Nations), Arciso Artesiani (GP van België) en Les Graham (Ulster Grand Prix). Zo gerekend had Graham slechts 28 punten, Pagani 29. De snelste ronden op het eiland Man en in Zwitserland waren echter ook aan Graham toegekend omdat Foster en Frend de finish niet gehaald hadden. Dat gaf Graham twee punten extra.
De race zelf eindigde met een fotofinish, want Pagani won maar net van teamgenoot Arciso Artesiani. Dat was best vreemd, want als men bij Gilera dacht dat Pagani wereldkampioen ging worden, had dat door toedoen van Artesiani nog kunnen mislukken. Mogelijk was dit het gevolg van het feit dat Gilera al uit twee kampen bestond: het kamp van directeur Giuseppe Gilera, constructeur Piero Taruffi en Nello Pagani enerzijds en het kamp van constructeur Piero Remor en Arciso Artesiani anderzijds.
| Pos | Coureur              | Merk       | Tijd      | Punten |
| --- | -------------------- | ---------- | --------- | ------ |
| 1   | Nello Pagani         | Gilera     | 1:16"36'8 | 10+1   |
| 2   | Arciso Artesiani     | Gilera     | +0'8      | 8      |
| 3   | Bill Doran           | AJS        | +15'8     | 7      |
| 4   | Guido Leoni          | Moto Guzzi | +18'2     | 6      |
| 5   | Bruno Bertacchini    | Moto Guzzi | +31'2     | 5      |
| 6   | Ken Armstrong        | AJS        | +1"03'6   |        |
| 7   | Felice Benasedo      | Moto Guzzi | +1 ronde  |        |
| 8   | Luigi Sabbadini      | Moto Guzzi | +1 ronde  |        |
| 9   | Sante Geminiani      | Moto Guzzi | +1 ronde  |        |
| 10  | Dante Bianchi        | Moto Guzzi | +2 ronden |        |
| 11  | Adelmo Mandolini     | Moto Guzzi | +2 ronden |        |
| 12  | Lodovico Facchinelli | Gilera     | +2 ronden |        |
| 13  | Orlando Valdinoci    | Gilera     | +3 ronden |        |
| 14  | Alfeo Maramotti      | Moto Guzzi | +3 ronden |        |
| 15  | Oscar Clemencich     | Gilera     | +5 ronden |        |

| Coureur         | Merk    |
| --------------- | ------- |
| Aldo Bernardoni | Gilera  |
| Emilio Soprani  | Gilera  |
| Eric Oliver     | Norton  |
| Les Graham      | AJS     |
| Carlo Bandirola | Gilera  |
| Ernie Thomas    | Triumph |
| Armando Miele   | Gilera  |
| Aldo Brini      | Gilera  |

| Coureur           | Merk       |
| ----------------- | ---------- |
| Freddie Frith     | Velocette  |
| Harold Daniell    | Norton     |
| Jock West         | AJS        |
| Johnny Lockett    | Norton     |
| Artie Bell        | Norton     |
| Ernie Lyons       | Velocette  |
| Enrico Lorenzetti | Moto Guzzi |
| Syd Jensen        | Triumph    |

### Top tien eindstand 500cc-klasse
| Pos | Coureur           | Merk       | Ptn     |
| --- | ----------------- | ---------- | ------- |
| 1   | Leslie Graham     | AJS        | 30 (31) |
| 2   | Nello Pagani      | Gilera     | 28 (40) |
| 3   | Arciso Artesiani  | Gilera     | 25 (32) |
| 4   | Bill Doran        | AJS        | 23      |
| 5   | Artie Bell        | Norton     | 20 (26) |
| 6   | Harold Daniell    | Norton     | 17      |
| 7   | Johnny Lockett    | Norton     | 13      |
| 8   | Enrico Lorenzetti | Moto Guzzi | 7       |
| 8   | Ernie Lyons       | Velocette  | 7       |
| 10  | Guido Leoni       | Moto Guzzi | 6       |

(Punten tussen haakjes zijn inclusief streepresultaten)

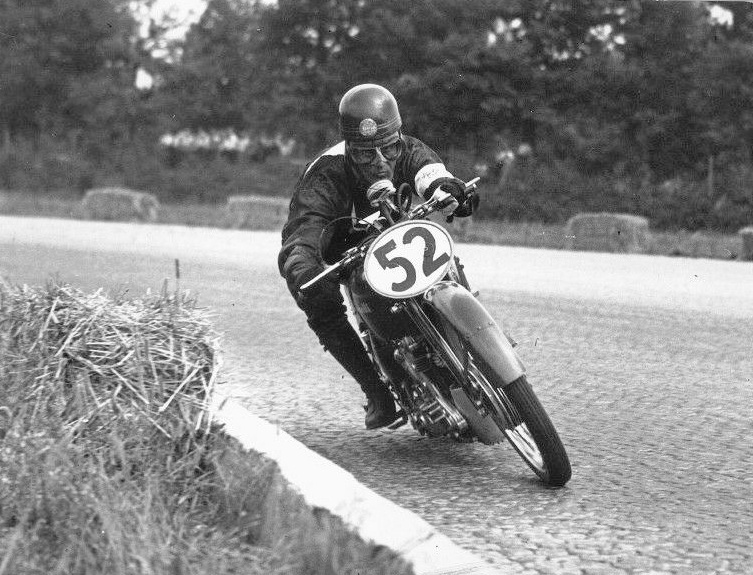
Dario Ambrosini tijdens de 250cc-race in Monza

## 250cc-klasse
Dario Ambrosini won de 250cc-race met grote voorsprong, maar hij kon alleen nog wereldkampioen worden als Bruno Ruffo niet zou scoren. Ruffo werd echter vierde. Ronald Mead en Maurice Cann kwamen niet in de uitslagenlijst voor, waardoor Ambrosini wel op de tweede plaats in het kampioenschap eindigde.
| Pos | Coureur             | Merk       | Tijd      | Punten |
| --- | ------------------- | ---------- | --------- | ------ |
| 1   | Dario Ambrosini     | Benelli    | 1:02"53'8 | 10+1   |
| 2   | Gianni Leoni        | Moto Guzzi | +32'6     | 8      |
| 3   | Umberto Masetti     | Benelli    | +52'2     | 7      |
| 4   | Bruno Ruffo         | Moto Guzzi | +2"04'2   | 6      |
| 5   | Claudio Mastellari  | Moto Guzzi | +2"04'8   | 5      |
| 6   | Bruno Francisci     | Moto Guzzi | +2"22'8   |        |
| 7   | Antonio Castiglioni | Moto Guzzi | +1 ronde  |        |
| 8   | Celeste Cavaciuti   | Parilla    | +1 ronde  |        |
| 9   | Ugo Plebani         | Moto Guzzi | +1 ronde  |        |
| 10  | Giovanni Bellocchio | Moto Guzzi | +1 ronde  |        |

| Coureur         | Merk       |
| --------------- | ---------- |
| Umberto Braga   | Parilla    |
| Alano Montanari | Moto Guzzi |
| Luigi Ciai      | Parilla    |
| Roberto Colombo | Moto Guzzi |

| Coureur             | Merk        |
| ------------------- | ----------- |
| Benoît Musy         | Moto Guzzi  |
| Svend-Aage Sørensen | Excelsior   |
| Douglas Beasley     | Excelsior   |
| Fergus Anderson     | Moto Guzzi  |
| George Reeve        | Rudge       |
| Maurice Cann        | Moto Guzzi  |
| Roland Pike         | Rudge       |
| Ronald Mead         | Mead-Norton |
| Tommy Wood          | Moto Guzzi  |
| Manliff Barrington  | Moto Guzzi  |

### Eindstand 250cc-klasse
| Pos | Coureur            | Merk        | Ptn |
| --- | ------------------ | ----------- | --- |
| 1   | Bruno Ruffo        | Moto Guzzi  | 24  |
| 2   | Dario Ambrosini    | Benelli     | 19  |
| 3   | Ronald Mead        | Mead-Norton | 13  |
| 4   | Maurice Cann       | Moto Guzzi  | 11  |
| 5   | Claudio Mastellari | Moto Guzzi  | 11  |
| 6   | Manliff Barrington | Moto Guzzi  | 10  |
| 7   | Tommy Wood         | Moto Guzzi  | 9   |
| 8   | Fergus Anderson    | Moto Guzzi  | 8   |
| 8   | Gianni Leoni       | Moto Guzzi  | 8   |
| 10  | Umberto Masetti    | Benelli     | 7   |

## 125cc-klasse
In de 125cc-klasse was er weinig spanning, want alleen Carlo Ubbiali had nog een kleine theoretische kans om de wereldtitel van Nello Pagani af te snoepen. Pagani werd slechts vijfde maar werd toch wereldkampioen omdat Ubbiali uitviel.
| Pos | Coureur          | Merk      | Tijd      | Punten |
| --- | ---------------- | --------- | --------- | ------ |
| 1   | Gianni Leoni     | Mondial   | 54"16'0   | 10+1   |
| 2   | Umberto Masetti  | Morini    | +1"03'0   | 8      |
| 3   | Umberto Braga    | Mondial   | +1"18'0   | 7      |
| 4   | Renato Magi      | Morini    | +1"40'4   | 6      |
| 5   | Nello Pagani     | Mondial   | +2"30'8   | 5      |
| 6   | Carlo Gobetti    | Moretti   | +1 ronde  |        |
| 7   | Aldo Attolini    | MV Agusta | +1 ronde  |        |
| 8   | Luigi Zinzani    | MV Agusta | +2 ronden |        |
| 9   | Jakob Keller     | MV Agusta | +2 ronden |        |
| 10  | Wim Zijlaard     | MV Agusta | +3 ronden |        |
| 11  | Gastaldi         | Onbekend  | +3 ronden |        |
| 12  | Federigo Bettoni | MV Agusta | +3 ronden |        |
| 13  | Emilio Soprani   | Mondial   | +4 ronden |        |

| Coureur          | Merk      |
| ---------------- | --------- |
| Giuseppe Matucci | MV Agusta |
| Franco Bertoni   | MV Agusta |
| Carlo Ubbiali    | MV Agusta |
| Raffaele Alberti | Morini    |

| Coureur          | Merk    |
| ---------------- | ------- |
| Oscar Clemencigh | Mondial |

### Top tien eindstand 125cc-klasse
| Pos | Coureur           | Merk      | Ptn |
| --- | ----------------- | --------- | --- |
| 1   | Nello Pagani      | Mondial   | 27  |
| 2   | Renato Magi       | Morini    | 14  |
| 3   | Umberto Masetti   | Morini    | 13  |
| 4   | Carlo Ubbiali     | MV Agusta | 13  |
| 5   | Gianni Leoni      | Mondial   | 11  |
| 6   | Oscar Clemencigh  | Mondial   | 8   |
| 7   | Umberto Braga     | Mondial   | 7   |
| 7   | Celeste Cavaciuti | Mondial   | 7   |
| 9   | Franco Bertoni    | MV Agusta | 6   |
| 10  | Giuseppe Matucci  | MV Agusta | 5   |

## Zijspanklasse
In de zijspanklasse reed men om des keizers baard, want Eric Oliver en Denis Jenkinson waren al wereldkampioen. Ercole Frigerio won de race en werd tweede in het kampioenschap, voor Frans Vanderschrick/Martin Whitney die voor de tweede keer tweede werden.
| Pos | Coureur             | Bakkenist       | Merk       | Tijd      | Punten |
| --- | ------------------- | --------------- | ---------- | --------- | ------ |
| 1   | Ercole Frigerio     | Lorenzo Dobelli | Gilera     | 46"25'4   | 10     |
| 2   | Frans Vanderschrick | Martin Whitney  | Norton     | +1"05'0   | 8      |
| 3   | Albino Milani       | Ezio Ricotti    | Gilera     | +1"05'2   | 7      |
| 4   | Ernesto Merlo       | Aldo Veglio     | Gilera     | +1"05'2   | 6      |
| 5   | Eric Oliver         | Denis Jenkinson | Norton     | +1"29'2   | 5+1    |
| 6   | G. Amerio           | Onbekend        | Norton     | +1 ronde  |        |
| 7   | A. Del Corno        | Onbekend        | Moto Guzzi | +1 ronde  |        |
| 8   | Renato Prati        | Onbekend        | Moto Guzzi | +2 ronden |        |

| Coureur        | Bakkenist    | Merk     |
| -------------- | ------------ | -------- |
| Giovanni Carrù | Onbekend     | Onbekend |
| Luigi Marcelli | Onbekend     | BMW      |
| Roberto Besana | Onbekend     | Triumph  |
| Borri          | Onbekend     | Gilera   |
| Jakob Keller   | A. Zellweger | Gilera   |
| Alfredo Milani | Onbekend     | Gilera   |

| Coureur        | Bakkenist        | Merk   |
| -------------- | ---------------- | ------ |
| Hans Haldemann | Herbert Läderach | Norton |
| Roland Benz    | Max Hirzel       | BMW    |
| Pip Harris     | Neil Smith       | Norton |

### Eindstand zijspanklasse
| Pos. | Coureur             | Bakkenist        | Motorfiets | Ptn. |
| ---- | ------------------- | ---------------- | ---------- | ---- |
| 1    | Eric Oliver         | Denis Jenkinson  | Norton     | 28   |
| 2    | Ercole Frigerio     | Lorenzo Dobelli  | Gilera     | 18   |
| 3    | Frans Vanderschrick | Martin Whitney   | Norton     | 16   |
| 4    | Ernesto Merlo       | Aldo Veglio      | Gilera     | 13   |
| 5    | Albino Milani       | Ezio Ricotti     | Gilera     | 12   |
| 6    | Hans Haldemann      | Herbert Läderach | Norton     | 7    |
| 7    | Jakob Keller        | Ernst Brutschi   | Gilera     | 6    |
| 7    | Roland Benz         | Max Hirzel       | BMW        | 6    |
| 9    | Pip Harris          | Neil Smith       | Norton     | 5    |

1922 · 1923 · 1924 · 1925 · 1926 · 1927 · 1928 · 1929 · 1930 · 1931 · 1932 · 1933 · 1934 · 1935 · 1936 · 1937 · 1938 · 1939 · 1947 · 1948 · 1949 · 1950 · 1951 · 1952 · 1953 · 1954 · 1955 · 1956 · 1957 · 1958 · 1959 · 1960 · 1961 · 1962 · 1963 · 1964 · 1965 · 1966 · 1967 · 1968 · 1969 · 1970 · 1971 · 1972 · 1973 · 1974 · 1975 · 1976 · 1977 · 1978 · 1979 · 1980 · 1981 · 1982 · 1983 · 1984 · 1985 · 1986 · 1987 · 1988 · 1989 · 1990